# Gronden die door den Rijkswatermolen bij Nieuweschans worden bemalen
De Gronden die door den Rijkswatermolen bij Nieuweschans worden bemalen is een voormalig waterschap in de Nederlandse provincie Groningen.
Het dorp Bad Nieuweschans en het gebied ten oosten van hiervan waterden oorspronkelijk af via de Duitse Chistiaan-Eberhards-Polder, onderdeel van de Bunder Interessentenpolder ten noorden van Bunde). Het water kwam van deze polder via de (verdwenen) Wymeersterzijl op de Westerwoldse Aa. Dit zijl lag aan de overkant van de Aa bij Oude Statenzijl. In 1824 werd bij grenstraktaat (verdrag) met het Koninkrijk Hannover geregeld dat ieder land zijn eigen afwatering zou verzorgen.
Het gebied van de Lintelopolder (de meest westelijke punt) en het Nederlandse deel van de Eberhardspolder werden afgesneden. Om de afvoer van water te garanderen werd door het Rijk net ten noorden van het dorp een molen gebouwd die uitsloeg op de Westerwoldse Aa.
Hoewel formeel gezien het gebied geen zelfstandig waterschap was, beschrijft Geertsema het wel als zodanig. In 1891 werd het toegevoegd aan het 4e onderdeel van het waterschap Reiderland. Waterstaatkundig gezien ligt het gebied sinds 2000 binnen dat van het waterschap Hunze en Aa's.

## Twee kanalen
Als gevolg van het traktaat werd aan beide zijden van de grens een kanaal aangelegd.
Westerwoldse AaAan de Nederlandse kant werd de Westerwoldese Aa verbreed.
Wymeerer SieltiefAan de Duitse kant werd een kanaal langs de zeedijk aangelegd die bij Pogum in de Eems uitmondde. Het kanaal werd genoemd naar Wymeer en naar de afgebroken Wymeersterzijl.